# Dušan Tanasković
Dušan Tanasković (in serbo Душан Танасковић?; Smederevska Palanka, 23 febbraio 2001) è un cestista serbo.
È il fratello minore di Nikola Tanasković, anch'egli cestista.

## Palmarès
- Coppa di Serbia: 1

Partizan Belgrado: 2019
- Coppa di Macedonia: 1

MZT Skopje: 2024